# Grit Breuer
Grit Breuer, född 16 februari 1972 i Röbel/Müritz i Östtyskland, är en tysk före detta friidrottare som under början av sin karriär tävlade för Östtyskland i kortdistanslöpning. 
Breuer deltog vid junior-VM 1988 och vann guld över 400 meter.
Breuers genombrott kom när hon vann EM-guld vid EM i Split 1990 på 400 meter på tiden 49,50. Vid VM 1991 slutade hon på andra plats efter Marie-José Pérec på tiden 49,42 (då nytt juniorvärldsrekord). Vid samma mästerskap blev hon bronsmedaljör både på 4 x 100 meter och 4 x 400 meter. 
1992 stängdes hon av i två år för dopningsbrott och var tillbaka till Olympiska sommarspelen 1996 då hon blev åtta på 400 meter. Tillsammans med Uta Rohlander, Linda Kisibaka och Anja Rücker blev hon bronsmedaljör på 4 x 400 meter. 
Vid VM 1997 slutade hon fyra på 400 meter på tiden 50,06. I den långa stafetten blev hon tillsammans med Rothlander, Rücker och Anke Feller guldmedaljör före USA och Jamaica. 
Vid EM 1998 blev hon åter guldmedaljör på 400 meter då hon sprang på 49,93. Hon blev även guldmedaljör i stafetten över 4 x 400 meter.
Vid VM 1999 slutade hon på sjunde plats på 400 meter men blev bronsmedaljör i stafett. Vid VM 2001 blev hon silvermedaljör på 4 x 400 meter och individuellt slutade hon på en fjärde plats på 400 meter på tiden 50,49. 
Vid EM 2002 fick hon se sig besegrad på 400 meter då ryskan Olesia Zykina vann guldet före Breuer. Dessutom blev det guld i den långa stafetten.
Hennes sista mästerskapsstart var vid Olympiska sommarspelen 2004 då hon ingick i det tyska laget på 4 x 400 meter som inte tog sig vidare till finalen. 
Året 2006 anklagade hon sin sambo och tränare för dopningsbrott.

## Personliga rekord
- 100 meter - 11,13
- 200 meter - 22,45
- 400 meter - 49,42